# Jarmers torn

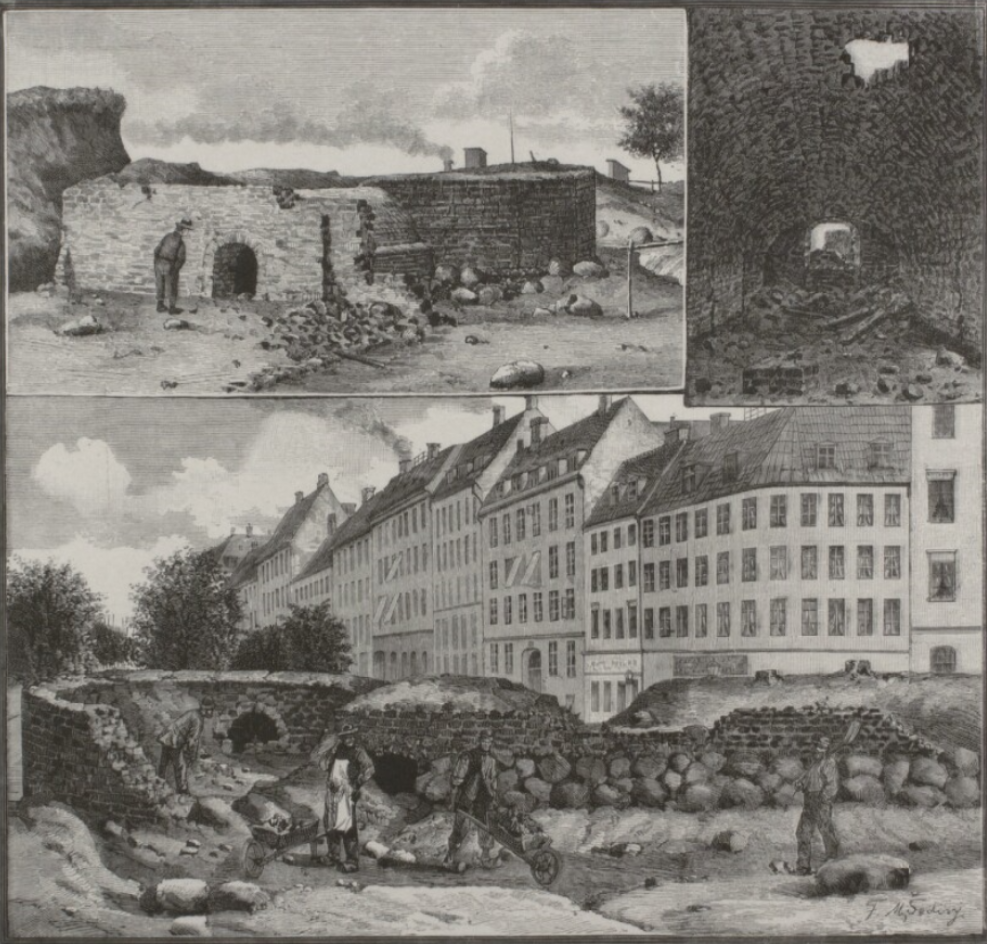
Utgrävningar av Jarmers Tårn 1885

Jarmers torn är ett tidigare försvarstorn från omkring 1500 i Köpenhamn. Tornet inlemmades senare som kasematt i kung Kristian IV:s befästningsvallar i början av 1600-talet. Tornet hade ursprungligen två våningar och en 1,5 meter tjock yttre mur av tegel, son var elva meter i diameter. Det står på Jarmers Plads. 

## Medeltidsbefästningen
Medeltidsstaden i dåvarande Havn låg från 1100-talet innanför en jordvall. Under 1300- och 1400-talen ersattes de tidigare palissaderna av en mur i tegelsten. Under sen medeltid skedde en ytterligare förstärkning med torn, bland annat Jarmers torn. Under Köpenhamns belägring 1523 hade framkommit brister i det dåvarande försvarsverket. Efter kung Fredrik I:s trontillträde vidtogs därför förstärkningsåtgärder. Det nuvarande tornet uppfördes 1528.
På den äldsta kartan över Köpenhamn från omkring 1600 markeras flera torn, men endast Jarmers torn har kunnat lokaliseras vid arkeologiska utgrävningar eller genom skriftliga källor.

## Helmers Bastion
Från 1607 höjdes vallarna, varvid tornet täcktes av jord. Som skans låg det ganska högt, och där placerades en kanon. Den gamla muren vid sidan av tornet bröts upp fram till 1618, då man också tog ned tornets övre del.
Helmers Bastion anlades 1623-1624 med nya jordmassor och kom att innefatta Jarmers Tårn, vilket användes som magasin. På 1660-talet förstärktes vallen ytterligare. Senare, troligen på 1720-talet, anlades också en låg vall framför huvudvallen, en så kallad faussebrai.
Fram till in på 1600-talet fungerade tornet som ett fängelse ("stokhus"), men med mer och mer jord uppkastad på den, täcktes tornet över mer och mer, och på 1670-talet var det helt täckt. Stokhuset flyttades därför till ett hus på nuvarande Stokhusgade.
År 1651 fick en kvarnägare tillåtelse att uppföra en stubbkvarn på bastionen. Den ersattes senare av en holländare, som benämndes Sankt Peders Mølle efter Sankt Peders Stræde. Väderkvarnen användes också efter det att kommunen övertagit befästningsverken 1870 och den monterades ned först 1885. Den flyttades till Sønder Jernløse, där den finns kvar än idag. 
Jarmers torn var mer eller mindre bortglömt fram till slutet av 1800-talet. Vallanläggningen började rivas 1874 och ruinen påträffades då. År 1885 grävdes vall, bastion och torn ut helt och hållet och efter diskussioner beslöts att tornruinen skulle bevaras.

## Bildgalleri

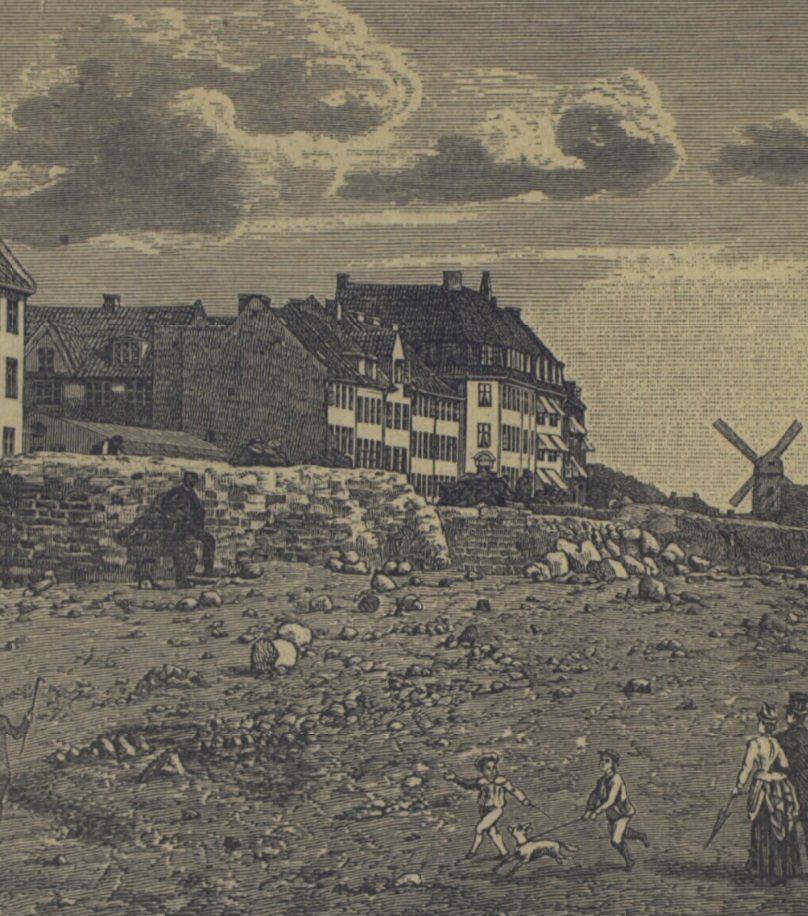
Jarmers torn, 1885
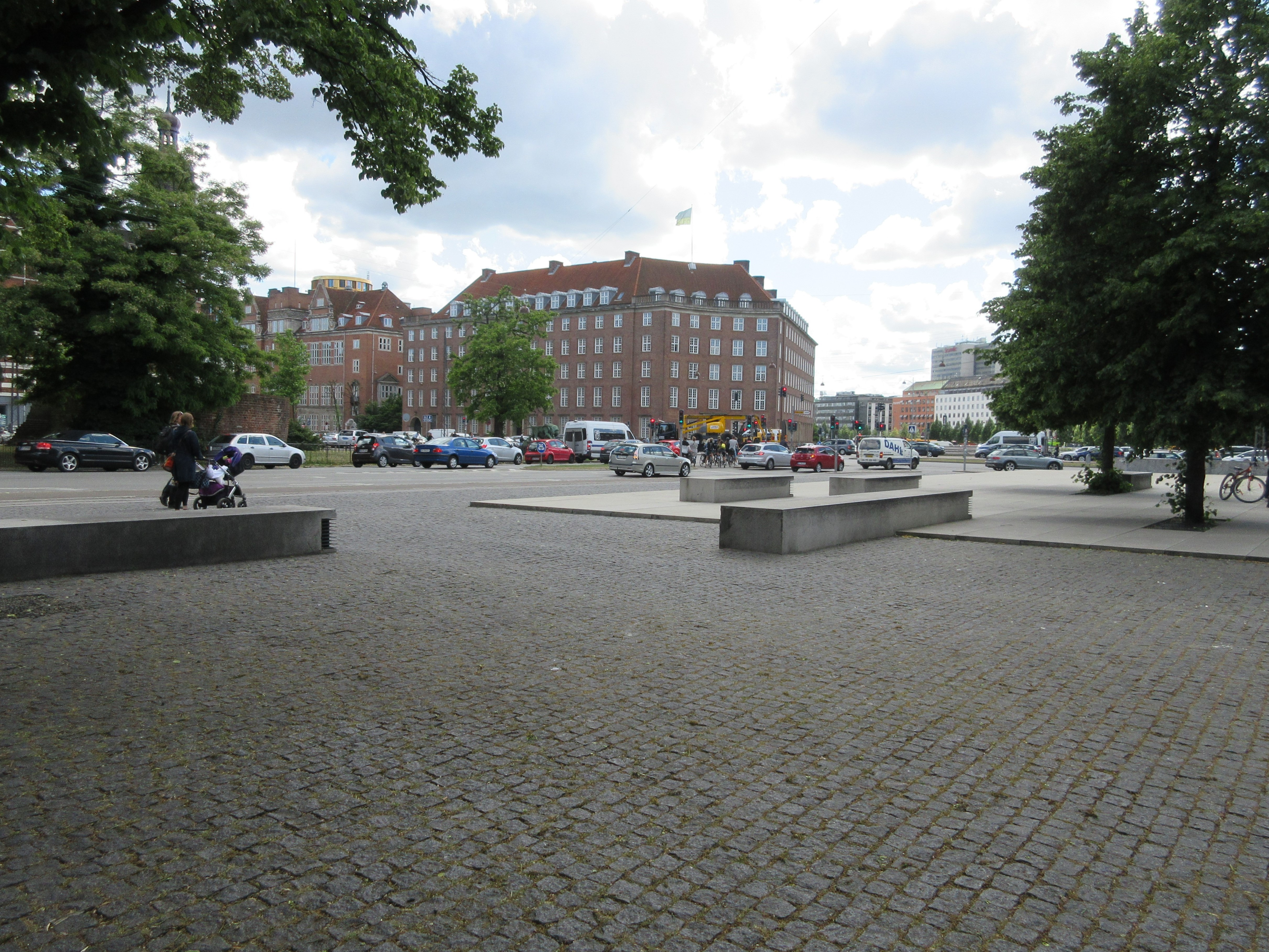
Jarmers Plads